# 湯聘尹
湯聘尹（1535年—？），字元衡，號觉轩，直隸蘇州府嘉定縣匠籍長洲縣人，明朝政治人物，隆慶戊辰進士。

## 生平
嘉靖四十三年（1564年）由府学舉應天府鄉試第五名经魁。隆慶二年（1568年），登戊辰科會試第二百五十三名，三甲第一百二十八名進士。历官江西进贤知县，六年（1572年）十月擢吏科给事中，万历元年十一月升工科右给事，二年八月升户科左给事，三年丁忧归。五年六月起补礼科左给事中，六年丁父忧归，八年五月复除户科左，八月外放福建布政司左参议，贬官为仙居知县，历南京吏部主事，十九年四月升广东按察司副使等。

## 著作
所著有《掖垣谏草》二卷、《汤考功集》等，辑《史稗》等。

## 家族
曾祖父湯鑑；祖父湯珍，號雙梧，奉祀正；父湯修（1507年-1577年），號鳳岡，歲貢生，封吏科给事中。母沈氏。具庆下。兄日章、日新、圻。弟學尹、師尹、任尹。